# To a Friend
»To a Friend« je skladba in sedmi single Aleksandra Mežka. Single je bil izdan leta 1991 pri založbi Mercury Records. Avtor glasbe je Aleksander Mežek, avtorica besedila pa je Eugenija Dumbatze.

## Seznam skladb

### Vinilna plošča
Avtor glasbe je Aleksander Mežek, avtorica besedil pa Eugenija Dumbatze.

#### Evropa
Stran A
| Št. | Naslov                                   | Dolžina |
| --- | ---------------------------------------- | ------- |
| 1.  | „To a Friend‟ (duet s Cliffom Richardom) | 4:04    |

Stran B
| Št. | Naslov                  | Dolžina |
| --- | ----------------------- | ------- |
| 1.  | „Strong Is the Current‟ | 3:59    |

#### Španija in Portugalska
Stran A
| Št. | Naslov                                   | Dolžina |
| --- | ---------------------------------------- | ------- |
| 1.  | „To a Friend‟ (duet s Cliffom Richardom) | 4:04    |

Stran B
| Št. | Naslov       | Dolžina |
| --- | ------------ | ------- |
| 1.  | „Prijatelju‟ | 3:59    |

### Zgoščenka
| Št. | Naslov                                   | Dolžina |
| --- | ---------------------------------------- | ------- |
| 1.  | „To a Friend‟ (duet s Cliffom Richardom) | 4:38    |
| 2.  | „Strong Is the Current‟                  | 3:59    |
| 3.  | „To a Poet‟                              | 5:24    |

## Zasedba
- Aleksander Mežek – vokal
- Davy Paton – bas
- Richard Cottle – sintetizatorji, klarinet
- Jeremy Stacy – bobni
- Ian Bairnson – električne kitare
- Saša Zalepugin ml. – akustične kitare
- Bill Elliott – klavir

### Gostje
- Cliff Richard (»To a Friend«)
- Rick Wakeman
- Londonski simfonični orkester, dirigent Paul Buckmaster